# Liga Nacional de Fútbol Sala
La Liga Nacional de Fútbol Sala (LNFS) es una asociación deportiva integrada por la mayoría de los clubes que participan en las ligas de élite del fútbol sala español. Desde su fundación en 1989 hasta la mitad de la temporada 2019-20, ha sido organizadora de la Primera División y de la Segunda División. A partir de la siguiente temporada, y al renovarse el convenio correspondiente, dichas competiciones han pasado a ser gestionadas en exclusividad por el Comité Profesionalizado de Fútbol Sala de la Real Federación Española de Fútbol.
En la actualidad, la asociación fundamentalmente defiende los intereses de sus asociados en diferentes ámbitos, tanto legales como comerciales. Desde 2009 está presidida por Javier Lozano Cid.

## Historia

### Antecedentes
Antes de la creación de la LNFS, los distintos equipos de fútbol sala disputaban torneos adscritos a dos federaciones de carácter estatal: la Real Federación Española de Fútbol (RFEF), que reunía a sus clubes en la Asociación Española de Clubes de Fútbol Sala (ACEFS) -cuyos campeonatos se iniciaron en 1979- y la desaparecida Federación Española de Fútbol Sala, cuya agrupación de equipos era la Asociación de Fútbol Sala (ASOFUSA), con actividad deportiva desde 1980.
Tras la intermediación del Consejo Superior de Deportes, ambas partes llegaron a un acuerdo para la creación de un campeonato de Liga, que reuniría a los equipos de ambas partes. Dicho torneo constaría de una División de Honor, con cuatro grupos de 12 equipos cada uno, y una Primera Nacional que reuniría a más de 100 formaciones de toda España, cifra que se reduciría de manera sensible con el paso de los años. La creación de la Liga Nacional de Fútbol Sala se aprobó el 28 de agosto de 1989, y su primera jornada se disputó el 30 de septiembre de ese mismo año al amparo, del CSD y la RFEF. El primer presidente de la liga fue Aurelio Gómez Araujo.

### Primeros años
Debido al fuerte impulso sociocultural que tuvo el fútbol sala en la década de 1980, el campeonato contó con el respaldo del público y el apoyo de Televisión Española, quien firmó un acuerdo con la LNFS para retransmitir un mínimo de 9 partidos del campeonato, incluyendo las finales. El sistema de campeonato era similar al de otras competiciones de la época como la Liga ACB, ya que había distintas fases distribuidas según la posición alcanzada en liga, hasta llegar a un playoff por el título del que saldría el club vencedor. El primer equipo que ganó la Liga fue el Interviú Fútbol Sala (1990), entonces Interviú Lloyd's, que venció al Keralite Macer FS de Almazora. El equipo madrileño también se hizo con el título de Copa.
A medida que se iba reduciendo el número de clubes presentes en la liga, aumentaban los patrocinadores interesados en esponsorizar a los distintos equipos, tales como Caja Toledo al Caja Toledo Fútbol Sala o ElPozo al ElPozo Murcia. 
También comienzan a llegar las primeras estrellas internacionales. Junto a la estrella paraguaya Ramón Carosini-fichado por Interviú Lloyd's en 1985 tras el II Mundial FIFUSA- se suman los brasileños Paulo Roberto, Marcos Sorato, Chico Lins, e incluso se especula en 1991 con la posibilidad de que el astro argentino, Diego Armando Maradona, pudiera jugar en Murcia, algo que no prosperó. Por otro lado, la recién creadas Antena 3 y Telecinco pasan a emitir un encuentro por jornada cada fin de semana.
La LNFS mantuvo el sistema de grupos durante varios años. Con el desarrollo de la Liga, la selección española de fútbol sala logra certificar su clasificación a las distintas competiciones mundiales, y el deporte consiguió asentarse en el país. En ese sentido, 1992 sería un año importante al conseguir una meritoria tercera plaza en el II Mundial FIFA disputado en Hong Kong y por el debut internacional de jugadores que resultarían clave en esta década.
Durante esa primera época dominaron clubes como el Caja Toledo FS, Maspalomas Sol de Europa, Pinturas Lepanto Zaragoza y el Marsanz Torrejón entre otras formaciones.

### Consolidación del campeonato
En 1994 la RFEF pasa el control del campeonato a una recién creada Comisión Nacional de Fútbol Sala, dependiente de la Federación. A partir de 1995 se instala la creación de una liga regular de grupo único con todos los equipos (20 en total) más playoff que sustituye el sistema de grupos, y se aplican las reglas de la FIFA con un nuevo balón de mayor diámetro (62 centímetros). A su vez, las divisiones inferiores que forman parte de la LNFS se reorganizan, por lo que la Primera Nacional se compone de hasta nueve grupos, con uno específico para las Islas Canarias.
En 1996 se disputa en Córdoba el I Europeo de fútbol sala -de carácter oficioso-, y la selección nacional se convierte en la campeona del Viejo Continente tras vencer a Rusia por 5-3. El combinado estaba formado por jugadores como Jesús Clavería, Vicentín, Javier Limones, Pato y un nacionalizado Paulo Roberto, entre otros. Ese mismo 1996 se celebra el III Mundial FIFA en España y los anfitriones llegan hasta la final de Barcelona en el Palau Sant Jordi ante 16000 espectadores, que pierde contra Brasil (4-6).
Durante las siguientes fechas se establecen nuevas normas para adecuar el fútbol sala a la televisión, como la instalación de una pista azul en los encuentros televisados por La 2 de TVE o el uso de porterías blanquiazules en lugar de las clásicas rojiblancas, más típicas del balonmano. A su vez, se produce un relevo generacional y muchos clubes que dominaron el campeonato en sus primeros años, como Toledo (trasladado a Talavera) o Maspalomas terminan desapareciendo. En su lugar, aparecen otros clubes fuertes como el Playas de Castellón o el Caja Segovia. En el caso del equipo segoviano, obtuvo un doblete en 1999 y más tarde fue el primer campeón español de la Copa Intercontinental de Futsal en el año 2000. En esos años, la LNFS adopta el lema de "La mejor liga del mundo".

### Crisis económica

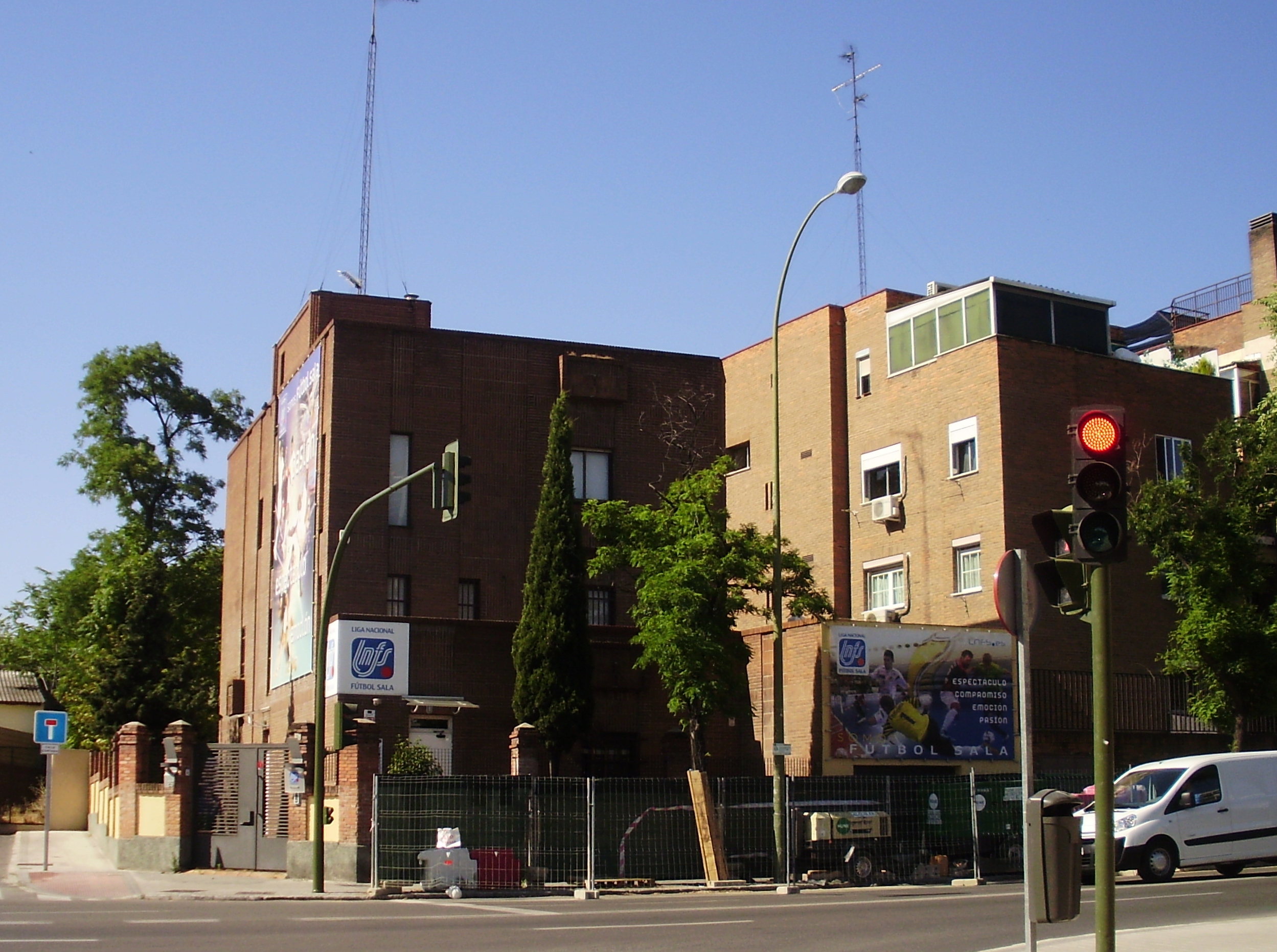
Sede de la liga en Madrid

En los inicios de la década del 2000 llega el gran declive. Las modificaciones en el reglamento que perjudicaban el espectáculo, la falta de seriedad, estructura y organización de los clubes -que provoca la retirada de patrocinadores-, el descenso de la asistencia a los pabellones y la falta de apoyo de los medios de comunicación provocó problemas económicos, la desaparición de muchas entidades y una importante reducción de gastos en las que sobrevivieron. El estallido de la crisis financiera agudizó la situación, pues muchos ayuntamientos retiraron su apoyo económico. Además, la propia LNFS sufría una grave crisis institucional, con diferentes relevos en su dirección. En 2009, el ex seleccionador Javier Lozano Cid se convirtió en el presidente de la competición.
En los últimos años, la LNFS firmó un contrato de exclusividad con Marca TV para la retransmisión de partidos por televisión a nivel nacional, lo que mejoró su aparición en los medios de comunicación. Sin embargo, la mayoría de los clubes no solucionaron sus problemas económicos. Algunos como el Talavera FS o el UD Guadalajara se retiraron de la liga profesional y comenzaron a competir en las categorías inferiores de la RFEF, mientras que otros como el Benicarló FS terminaron desapareciendo.

## Clubes afiliados[17]

#### Primera División
- Córdoba Patrimonio de la Humanidad
- ElPozo Murcia
- FC Barcelona FS
- Industrias Santa Coloma
- Jaén Paraíso interior
- Mallorca Palma Futsal
- Noia Portus Apostoli
- Quesos Hidalgo Manzanares FS
- Viña Albali Valdepeñas
- Sala 10 Zaragoza

#### Segunda División
- Málaga FS
- Levante UD FS
- Barça B
- CD Leganés FS
- Full Energía Zaragoza
- O Parrulo Ferrol
- Family Cash Alzira FS
- Real Betis Futsal
- Unión África Ceutí